# Друхов
Друхов (укр. Друхів) — село в Березновской городской общине Ровненского района Ровненской области Украины.
До 2020 года входило в Березновский район.
Население по переписи 2001 года составляло 1459 человек. Почтовый индекс — 34643. Телефонный код — 3653. Код КОАТУУ — 5620484801.